# 泉城
泉城（いずみじょう）は、栃木県矢板市大字東泉小字高城にあった日本の城。平安末期の築城。正保元年（1644年）9月19日に廃城。

## 泉氏時代
泉城は、源姓塩谷氏の重臣泉五郎兼重（和泉兼重）が東泉に城を築いたのに始まる。以後、泉氏は、塩谷氏の家臣として仕える。泉氏については、ほとんど記録がなく、代々泉五郎（和泉五郎）を名乗ったためか、各年代の記録には「泉・和泉」と姓のみか、「泉五郎・和泉五郎」としてのみ記載されていることが多く、何代目の誰なのか把握することが出来ない。唯一名前で確認出来るのは、初代の泉兼重と泉氏の泉城主としてはおそらく最後の代であろう泉直任だけである。なお、宇都宮家臣に泉惣吉という名が見えるが、これが泉城の泉氏と関係がある者か、その出自等は全く不明である。
泉氏は、塩谷氏のかなりの重臣だったようで、江戸時代中期に書かれた宇都宮氏の家臣書上張には、岡本正親よりも先に名前が列挙され、塩谷孝綱の家臣を記した文献には、泉城代として「泉五郎事塩谷宮内」と記され、主君の塩谷姓を名乗ることを許されていたふしすらある。
泉氏時代の泉城の記録についてはほとんど残っていないが、宇都宮氏の家臣の記録として天正12年（1584年）に泉五郎（直任）と宗八郎（同族であろうが、直任との関係は不明）が泉郷の支配であったことが記されており、塩谷氏の重臣大沢氏の記録（『大沢家記』）には、「天正拾五年（1587年）八月十一日、塩谷之内泉館那須より大勢責来（攻め来たり）」とあり、泉城が対那須の最前線であったことがうかがえる。ただ、この記述の年代については、大沢家記のこの近辺の年代にずれがあるため、必ずしも正確ではないことは付け加えておきたい。
しかし、天正18年（1590年）の小田原征伐の後、泉郷が岡本氏の支配となると、泉氏は泉城を退去して泉氏時代が終わる。

## 塩谷町の泉城について
泉氏の泉城については、栃木県塩谷町にある泉城であるとする説がある。しかし、これは間違いである。平安時代後期に活躍した斎藤重勝を祖とする斎藤氏の系図を見ると、斎藤清忠の代の永正9年（1512年）に、清忠が塩谷町の泉の大名山にあった飯岡館（塩谷町の泉城）に住した事が記されており、塩谷町の泉城は泉氏の居城ではない。

## 泉城の築城年代について
矢板市史や他の資料を見ると、泉城の築城は岡本正親が最初であるとする説明が多く見られるが、すでに説明しているように岡本氏以前から泉城は存在し、また、岡本氏以前に泉城が存在したことを証明する事実として、泉城の東側の丘陵に「那須陣場」という孫字名が残っており、岡本氏の泉城が那須氏に攻められた事実はないので、泉城が泉氏の居城として築城したことを裏付けるものである。

## 岡本氏時代
天正19年（1591年）に岡本正親が泉城に移ると、約6年の歳月をかけて泉城は改修された。城に石垣などはなく、規模としても、それほどの歳月をかけるほどものではなかったが、岡本氏の禄高が3800石程度（現在の価値で2億8500万円程度の年収）であったこと、城下町の開発も同時並行で行っていた財政的事情もあったろうが、この時期、豊臣秀吉による朝鮮出兵が行われており、領内開発を理由にこの労役を軽減するため、開発をわざと長引かせたという政治的理由もあったろうと考えられている。さらに、この頃正親は、豊臣秀吉の命により周辺地域の検地を行っており（太閤検地）、これらの役目により築城が遅れたという事情もあった。この改修を終えると、正親は隠居し、家督を娘婿の子である義保に譲った。
義保は、徳川家の旗本として江戸と泉城を往復し、泉城を留守にすることが多かった。そして、義保が没し、その子義政の代になると泉騒動が勃発。正保元年（1644年）3月10日、義政は、偶発の事件を装い叔父の岡本保真を泉城内にて家臣に殺害させる。しかし、これが幕府に訴えられ岡本氏は改易。義政は、九州の久留米藩（有馬氏）に28年間にも渡ってお預けとなり、泉城は、正保元年（1644年）9月19日に幕府の役人に明け渡され、廃城となった。

## 歴代城主
| 城主               | 生没年                                 |
| ------------------ | -------------------------------------- |
| 泉兼重（和泉兼重） | 生没年不詳（平安末期に活躍）           |
| 和泉五郎           | 生没年不詳（花園天皇の時代に活躍）     |
| 泉直任             | 生没年不詳（16世紀末の戦国時代に活躍） |

| 城主     | 生没年                                             | 城主の期間                                             |
| -------- | -------------------------------------------------- | ------------------------------------------------------ |
| 岡本正親 | 享禄元年（1528年）生 - 慶長7年（1602年）8月9日没   | 天正19年（1591年）2月 - 慶長2年（1597年）              |
| 岡本義保 | 天正7年（1579年）生 - 寛永18年（1641年）12月29日没 | 慶長2年（1597年） - 寛永18年（1641年）12月29日         |
| 岡本義政 | 元和3年（1617年）生 - 没年不詳                     | 寛永18年（1641年）12月29日 - 正保元年（1644年）9月19日 |